# Victoria Libertas Pallacanestro 2010-2011
Questa voce raccoglie le informazioni riguardanti la Victoria Libertas Pallacanestro nelle competizioni ufficiali della stagione 2010-2011.

## Stagione
La stagione 2010-2011 della Victoria Libertas Pallacanestro, sponsorizzata Scavolini-Siviglia, è la 52ª nel massimo campionato italiano di pallacanestro, la Serie A.
All'inizio della nuova stagione la Lega Basket decise di modificare il regolamento riguardo al numero di giocatori stranieri da schierare contemporaneamente in campo. Si decise così di optare per la scelta della formula con 5 giocatori stranieri di cui massimo 3 non appartenenti a Paesi appartenenti alla FIBA Europe.

## Roster
Aggiornato al 20 febbraio 2017.
| Victoria Libertas Pallacanestro 2010-11 | Victoria Libertas Pallacanestro 2010-11 |
| Giocatori                               | Staff tecnico                           |
| --------------------------------------- | --------------------------------------- |

| N. | Naz.                                       | Ruolo | Nome                | Anno | Alt.   | Peso   |  |
| -- | ------------------------------------------ | ----- | ------------------- | ---- | ------ | ------ |  |
| 4  | Italia (bandiera)                          | P     | Andrea Traini       | 1992 | 180 cm | 80 kg  |  |
| 6  | Porto Rico (bandiera)                      | G     | Guillermo Díaz      | 1985 | 188 cm | 88 kg  |  |
| 8  | Stati Uniti (bandiera) · Belgio (bandiera) | G     | Ryan Hoover         | 1974 | 188 cm | 83 kg  |  |
| 9  | Serbia (bandiera)                          | AC    | Goran Ćakić         | 1980 | 209 cm | 110 kg |  |
| 9  | Italia (bandiera)                          | AG    | Nicolò Melli        | 1991 | 205 cm | 107 kg |  |
| 11 | Stati Uniti (bandiera)                     | P     | Andre Collins       | 1982 | 183 cm | 77 kg  |  |
| 12 | Italia (bandiera)                          | C     | Marco Cusin         | 1985 | 211 cm | 112 kg |  |
| 13 | Italia (bandiera)                          | AG    | Andrea Bartolucci   | 1985 | 202 cm | 117 kg |  |
| 14 | Italia (bandiera)                          | A     | Simone Flamini (C)  | 1982 | 202 cm | 96 kg  |  |
| 15 | Italia (bandiera)                          | GA    | Daniel Hackett      | 1987 | 198 cm | 96 kg  |  |
| 16 | Lituania (bandiera)                        | C     | Tautvydas Lydeka    | 1983 | 208 cm | 115 kg |  |
| 21 | Serbia (bandiera)                          | AG    | Nemanja Aleksandrov | 1987 | 209 cm | 105 kg |  |
| 22 | Stati Uniti (bandiera)                     | AP    | Morris Almond       | 1985 | 198 cm | 98 kg  |  |
| 23 | Italia (bandiera)                          | G     | Daniele Cinciarini  | 1983 | 194 cm | 87 kg  |  |
| -  | Italia (bandiera)                          | P     | Matteo Cercolani    | 1994 | 179 cm | 76 kg  |  |
| -  | Italia (bandiera)                          | A     | Davide Cesana       | 1994 | 202 cm | 95 kg  |  |
| -  | Italia (bandiera)                          | AP    | Giulio Perini       | 1994 | 198 cm | 90 kg  |  |
| -  | Italia (bandiera)                          | G     | Alessandro Testa    | 1993 | 185 cm |        |  |

| Allenatore                                                             |
| - Luca Dalmonte                                                        |
| Assistente/i                                                           |
| - Umberto Badioli Legenda - (C) Capitano - (IN) Inattivo - Infortunato |

## Mercato

### Sessione estiva
| Acquisti | Acquisti            | Acquisti         | Acquisti      | Acquisti |
| R.       | Nome                | da               | Modalità      |          |
| -------- | ------------------- | ---------------- | ------------- | -------- |
| G        | Guillermo Díaz      | Cap. de Arecibo  | definitivo    |          |
| C        | Marco Cusin         | Triboldi         | definitivo    |          |
| C        | Tautvydas Lydeka    | Pall. Cantù      | definitivo    |          |
| P        | Andre Collins       | Virtus Bologna   | definitivo    |          |
| AG       | Nemanja Aleksandrov | Olimpija Lubiana | definitivo    |          |
| AG       | Andrea Bartolucci   | Fossombrone      | definitivo    |          |
| GA       | Daniel Hackett      | Pall. Treviso    | definitivo    |          |
| AP       | Morris Almond       | Real Madrid      | definitivo    |          |
| A        | Alessandro Amici    | Pall. Senigallia | fine prestito |          |

| Cessioni | Cessioni           | Cessioni          | Cessioni       | Cessioni |
| R.       | Nome               | a                 | Modalità       |          |
| -------- | ------------------ | ----------------- | -------------- | -------- |
| C        | Eric Williams      | N.B. Brindisi     | fine contratto |          |
| AP       | Michael Hicks      | Barcellona        | fine contratto |          |
| P        | Marques Green      | Scandone Avellino | fine contratto |          |
| AP       | Branko Cvetković   | Donec'k           | fine contratto |          |
| AG       | Dušan Šakota       | Ostenda           | fine contratto |          |
| C        | Casey Shaw         | Teramo Basket     | fine contratto |          |
| P        | Nebojša Joksimovič | Igokea            | fine contratto |          |
| P        | Giovanni Tomassini | Crabs Rimini      | prestito       |          |
| A        | Alessandro Amici   | A. Costa Imola    | prestito       |          |

### Dopo l'inizio della stagione
| Acquisti | Acquisti     | Acquisti       | Acquisti   | Acquisti |
| R.       | Nome         | da             | Modalità   |          |
| -------- | ------------ | -------------- | ---------- | -------- |
| AC       | Goran Ćakić  | Mega Vizura    | definitivo |          |
| G        | Ryan Hoover  | Free agent     | definitivo |          |
| AG       | Nicolò Melli | Olimpia Milano | prestito   |          |

| Cessioni | Cessioni           | Cessioni       | Cessioni    | Cessioni |
| R.       | Nome               | a              | Modalità    |          |
| -------- | ------------------ | -------------- | ----------- | -------- |
| G        | Ryan Hoover        | B.C. Ferrara   | rescissione |          |
| AC       | Goran Ćakić        | Trabzonspor    | rescissione |          |
| G        | Daniele Cinciarini | Vanoli Cremona | rescissione |          |